# Kalcerrytus
Kalcerrytus Galiano, 2000 è un genere di ragni appartenente alla famiglia Salticidae.

## Distribuzione
Le 15 specie note di questo genere sono diffuse soprattutto in America meridionale, quasi tutte in Brasile e in Ecuador; solo la specie Kalcerrytus chimore è endemica della Bolivia e la Kalcerrytus kikkri lo è della Guyana francese.

## Tassonomia
A maggio 2010, si compone di 15 specie:
- Kalcerrytus amapari Galiano, 2000 — Brasile
- Kalcerrytus carvalhoi (Bauab & Soares, 1978) — Brasile
- Kalcerrytus chimore Galiano, 2000 — Bolivia
- Kalcerrytus edwardsi Ruiz & Brescovit, 2003 — Brasile
- Kalcerrytus excultus (Simon, 1902) — Brasile
- Kalcerrytus falcatus Ruiz & Brescovit, 2003 — Brasile
- Kalcerrytus kikkri Galiano, 2000 — Guiana francese
- Kalcerrytus leucodon (Taczanowski, 1878) — Ecuador
- Kalcerrytus limoncocha Galiano, 2000 — Ecuador
- Kalcerrytus mberuguarus Ruiz & Brescovit, 2003 — Brasile
- Kalcerrytus merretti Galiano, 2000[2] — Brasile
- Kalcerrytus nauticus Galiano, 2000 — Brasile
- Kalcerrytus odontophorus Ruiz & Brescovit, 2003 — Brasile
- Kalcerrytus rosamariae Ruiz & Brescovit, 2003 — Brasile
- Kalcerrytus salsicha Ruiz & Brescovit, 2003 — Brasile